# ردووتووه
ردووتووه (به لهستانی:  Rydułtowy) یک منطقهٔ مسکونی در لهستان است که در شهرستان ووجسواف واقع شده‌است. ردووتووه ۱۵ کیلومتر مربع مساحت و ۲۱٬۹۵۰ نفر جمعیت دارد.

## خواهرخوانده
شهرهای Hvidovre Municipality و ارلوا خواهرخوانده‌های ردووتووه هستند.